# 대한민국 민법 제764조
대한민국 민법 제764조는 명예훼손의 경우에 특칙에 대한 민법 채권법상 조문이다. 헌법재판소는 1991년 구 민법 제764조에 있던 ‘명예회복에 적당한 처분’에 사죄광고를 포함시키는 것이 헌법에 위반된다고 결정하여 강요된 사과는 위헌으로 보았다.

## 조문
제764조 (명예훼손의 경우의 특칙)
타인의 명예를 훼손한 자에 대하여는 법원은 피해자의 청구에 의하여 손해배상에 갈음하거나 손해배상과 함께 명예회복에 적당한 처분을 명할 수 있다.

第764條(名譽毁損의 境遇의 特則) 他人의 名譽를 毁損한 者에 對하여는 法院은 被害者의 請求에 依하여 損害賠償에 가름하거나 損害賠償과 함께 名譽回復에 適當한 處分을 命할 수 있다.

## 해설
민법 제764조(1958. 2. 22. 법률 제471호)의 "명예회복에 적당한 처분"에 사죄광고를 포함시키는 것은 헌법에 위반된다

## 판례
명예를 위법하게 침해당한 자는 손해배상(대한민국 민법 제751조) 또는 명예회복을 위한 처분(민법 제764조)을 구할 수 있는 이외에 인격권으로서 명예권에 기초하여 가해자에 대하여 현재 이루어지고 있는 침해행위를 배제하거나 장래에 생길 침해를 예방하기 위하여 침해행위의 금지를 구할 수 있다.

## 참고문헌
- 양삼승. (1993, 9). 특집논문 민법 제764조(명예훼손책정부의 특칙)에 관한 연구(정정보도의 구체적 방법과 관련하여). 언론중재,, 1-10.
- 윤진수. (1991, 11). 憲法裁判所 決定解說 謝罪廣告制度와 民法 제764조의 違憲 여부-憲法裁判所 1991.4.1.宣告, 89헌마 160決定(判例月報 250호 64면 이하)-. 사법행정, 32(11), 73-89.

## 같이 보기
- 명예훼손
- 인격권